# Hermann Lang
Hermann Lang,  nemški dirkač Formule 1, * 6. april 1909, Bad Cannstatt, Stuttgart, Baden-Württemberg, Nemčija, † 19. oktober 1987, Nemčija.

## Življenjepis
Hermann Lang se je rodil 6. aprila 1909 v Bad Cannstattu pri Stuttgartu. Že pri štirinajstih se je moral zaposliti in vzdrževati družino zaradi smrtni očeta. Delo je našel v motociklistični delavnici in kmalu je začel tudi dirkati na amaterskih motociklističnih dirkah, nato pa še na dirkah prikoličarjev, na katerih je v starosti dvaindvajsetih let osvojil naslov nemškega gorskega prvaka. Nato se je zaposlil v Mercedesovem dirkaškem moštvu, kjer je bil glavni mehanik dirkalnika Mercedes-Benz W125, s katerim sta dirkala legendarna Luigi Fagioli in Rudolf Caracciola. 
V sezoni 1935 je dobil Lang prvič priložnost tudi na dirkah, ob dveh odstopih je na dirki za Veliko nagrado Švice zasedel šesto mesto. V naslednji sezoni 1936 je bil na dirki za Veliko nagrado Švice že četrti, v sezoni 1937 pa je na dirki za Veliko nagrado Tripolija dosegel svojo prvo zmago, drugo zmago sezone pa je dosegel na dirki Avusrennen, kot zelo hitrega pa se je izkazal predvsem na najhitrejših dirkališčih. V sezoni 1938 je dosegel tretje mesto na prvenstveni dirki za Veliko nagrado Francije, zmagal pa je na neprvenstvenih dirkah Velika nagrada Tripolija in Coppa Ciano. Kljub nadarjenosti in uspehih pa mu v moštvi ni bilo lahko, saj so ga ostali dirkači, ki so pripadali višjemu aristokratskemu sloju, nanj kot na pripadnika delavskega sloja gledali z viška. Si je pa v naslednji sezoni 1939 pridobil tudi njihovo naklonjenost po zmagah na prvenstvenih dirkah za Veliko nagrado Belgije in Veliko nagrado Švice. Pred zadnjo dirko sezone je izbruh druge svetovne vojne predčasno prekinil sezono, nacistični režim pa je Langu podelil naslov prvaka, kljub temu da je bil drugi na prvenstveni lestvici. Ob tem je zmagal še na neprvenstvenih dirkah Grand Prix de Pau, Eifelrennen in Velika nagrada Tripolija, kar je bila že njegova tretja zaporedna zmaga na najhitrejšem dirkališču na svetu.
V Svetovnem prvenstvu Formule 1 je debitiral v sezoni 1953, ko je nastopil le na dirki za Veliko nagrado Švice in zasedel peto mesto. Drugič in zadnjič je v Formuli 1 nastopil na domači dirki za Veliko nagrado Nemčije v sezoni 1954, kjer je odstopil. Leta 1952 je zmagal na dirki 24 ur Le Mansa s Fritzom Riessom. Umrl je leta 1987.

## Rezultati

### Evropsko avtomobilistično prvenstvo
(legenda)
| Leto | Moštvo          | Tovarna            | 1     | 2        | 3       | 4       | 5     | Prv | Toč |
| ---- | --------------- | ------------------ | ----- | -------- | ------- | ------- | ----- | --- | --- |
| 1935 | Daimler-Benz AG | Mercedes-Benz W25  | BEL   | NEM Ret  | ŠVI 6   | ITA Ret | ŠPA   | 9=  | 29  |
| 1936 | Daimler-Benz AG | Mercedes-Benz W25K | MON   | NEM 7    | ŠVI 4   | ITA     |       | 10= | 24  |
| 1937 | Daimler-Benz AG | Mercedes-Benz W125 | BEL 3 | NEM 7    | MON     | ŠVI 2   | ITA 2 | 3   | 19  |
| 1938 | Daimler-Benz AG | Mercedes-Benz W154 | FRA 3 | NEM Ret< | ŠVI 10  | ITA Ret |       | 3   | 17  |
| 1939 | Daimler-Benz AG | Mercedes-Benz W154 | BEL 1 | FRA Ret  | NEM Ret | ŠVI 1   |       | 1*  | 14  |

- * - Kljub drugemu mestu na dirkaški lestvici mu je bil podeljen naslov prvaka.

### Formula 1
(legenda) (odebeljene dirke pomenijo najboljši štartni položaj, poševne pa najhitrejši krog, †-uvrščen kljub odstopu)
| Leto | Moštvo                    | Šasija             | Motor                | 1   | 2   | 3   | 4   | 5   | 6       | 7   | 8     | 9   | Prv | Toč |
| ---- | ------------------------- | ------------------ | -------------------- | --- | --- | --- | --- | --- | ------- | --- | ----- | --- | --- | --- |
| 1953 | Officine Alfieri Maserati | Maserati A6GCM     | Maserati 2.0 L6      | ARG | 500 | NIZ | BEL | FRA | VB      | NEM | ŠVI 5 | ITA | 17. | 2   |
| 1954 | Mercedes-Benz             | Mercedes-Benz W196 | Mercedes-Benz 2.5 L8 | ARG | 500 | BEL | FRA | VB  | NEM Ret | ŠVI | ITA   | ŠPA | -   | 0   |